# Nataša Prah
Nataša Prah, slovenska diplomatka; * 8. februar 1970, Kranj.
Diplomirala je na Pravni fakulteti Univerze v Mariboru in se nadalje izobraževala na diplomatski akademiji na Dunaju. Trenutno je vodja diplomatskega protokola na Ministrstvu za zunanje zadeve Republike Slovenije. Med letoma 2010 in 2018 je bila slovenska veleposlanica v Kijevu v Ukrajini.